# Huta Jedność
Huta Jedność (dawniej Huta Laura, niem. Laurahütte) – huta stali, która istniała jako podmiot gospodarczy w latach 1836–2003 i znajdowała się w Siemianowicach Śląskich, założona w 1836 r., oddana do użytku w 1839 r., a w 2003 postawiona w stan likwidacji.

## Historia

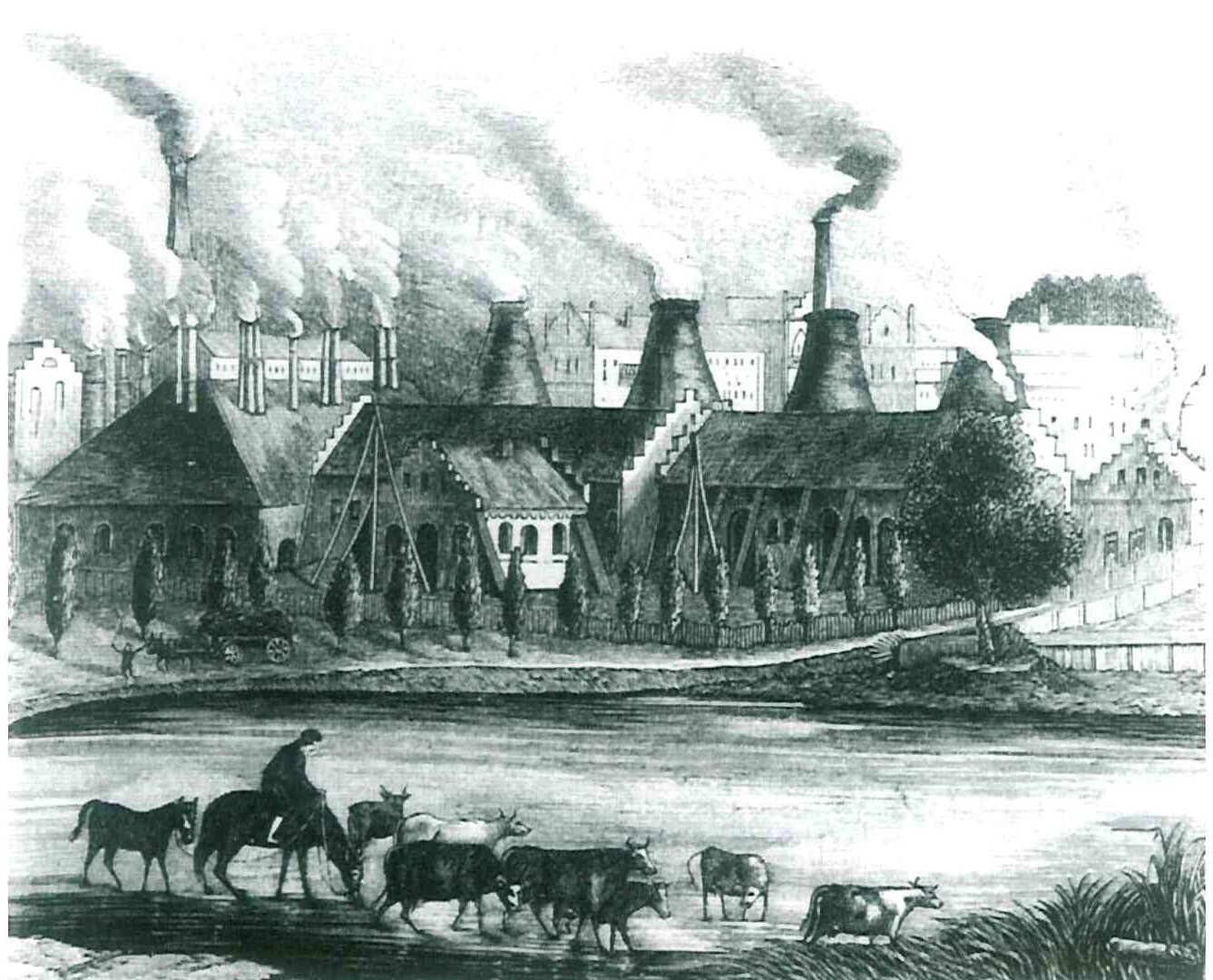
Laurahütte (litografia Ernsta Knippla, 1840)

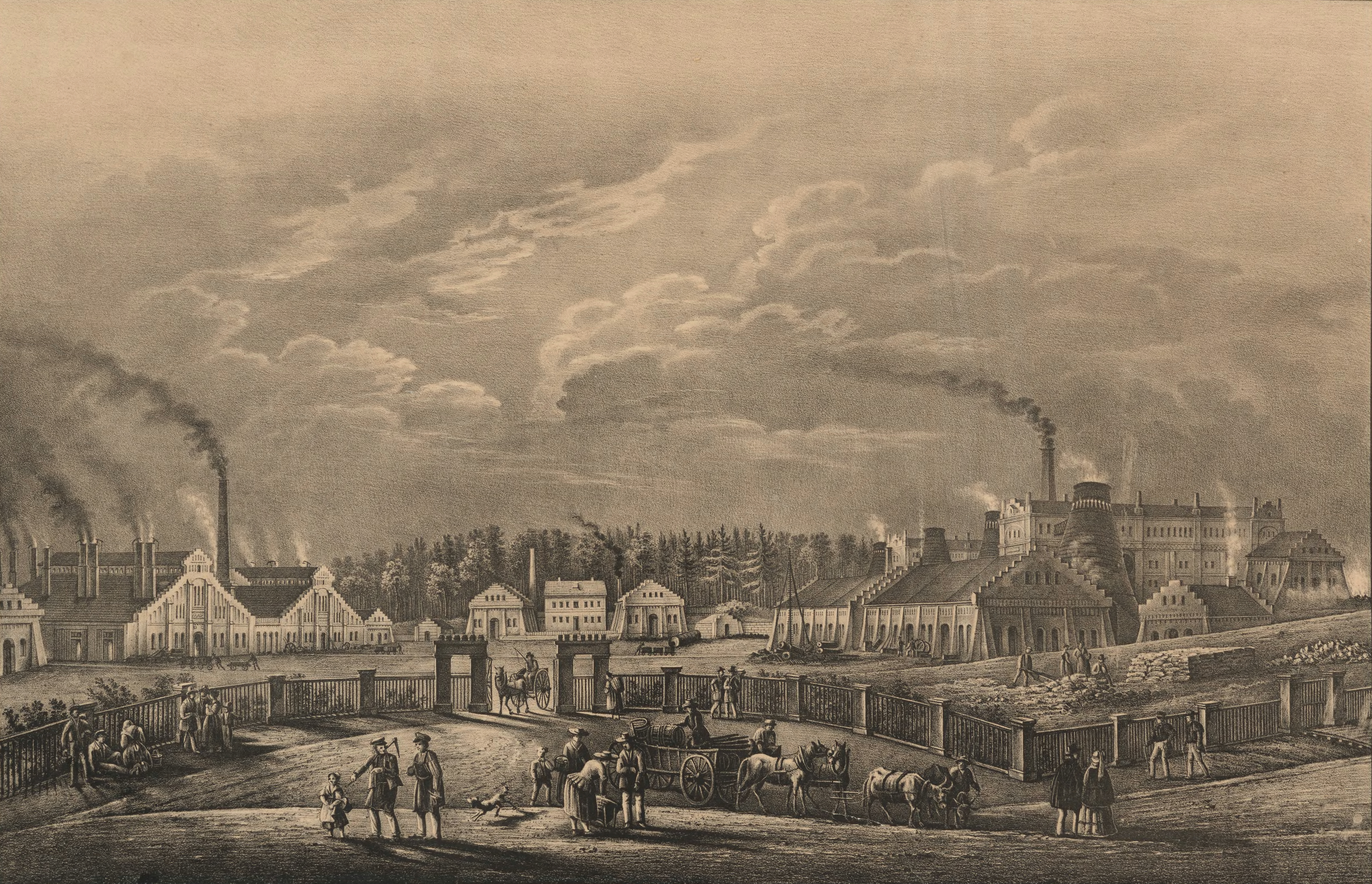
Widok na hutę „Laura”

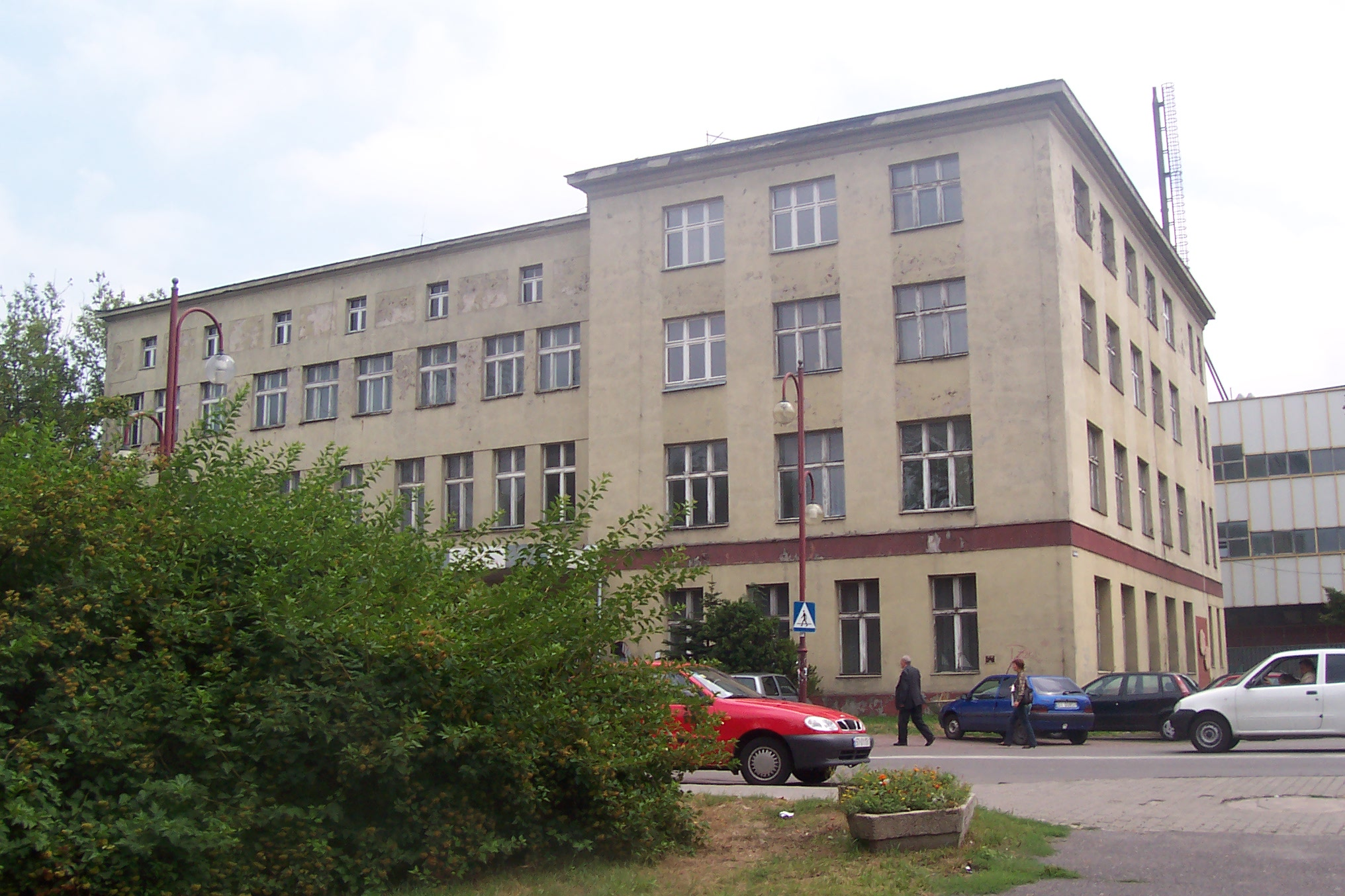
Budynek dyrekcji Huty Jedność przy ul. 27 Stycznia 1 (2006)

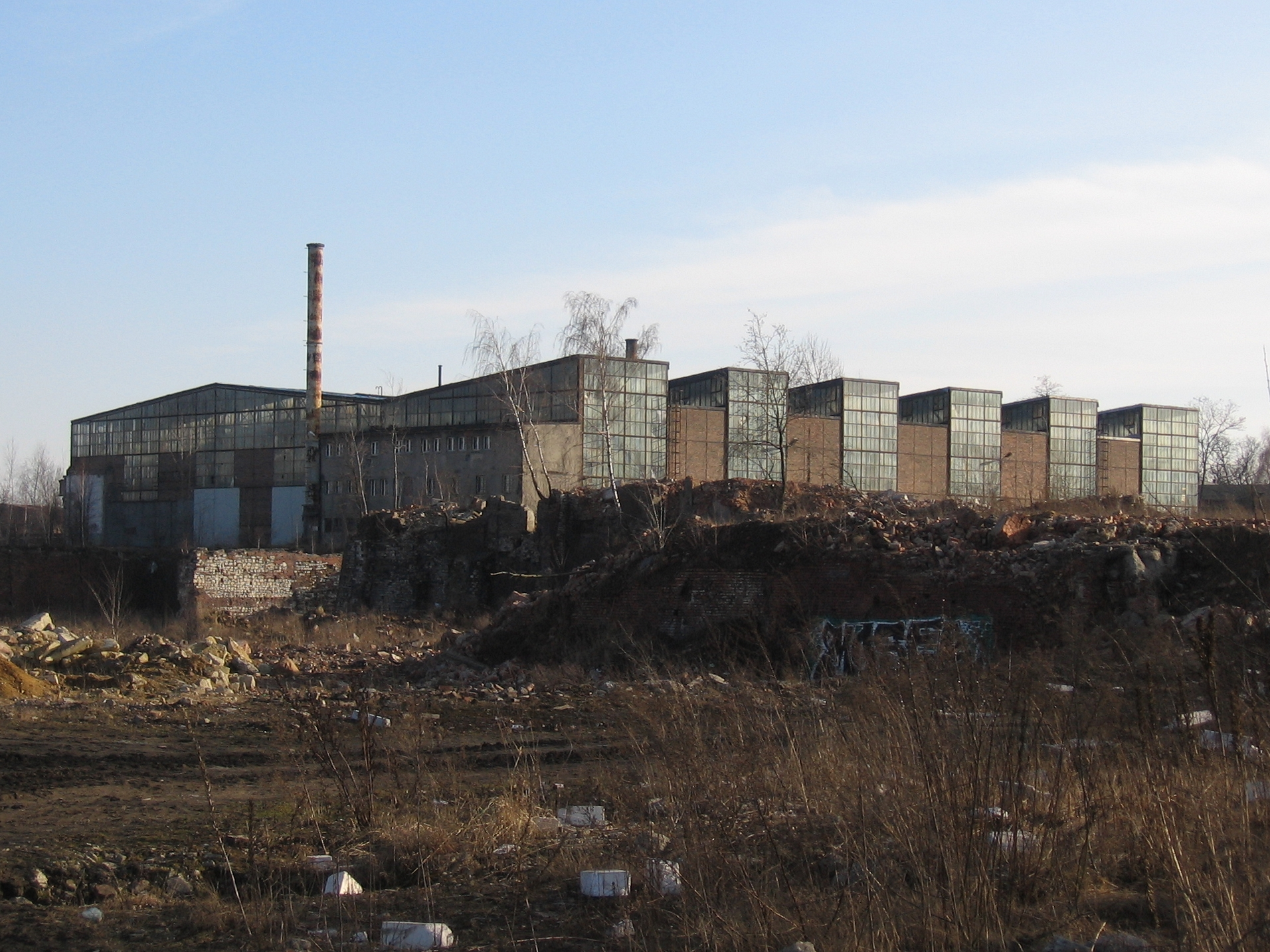
Ostatnia niewyburzona hala huty (2018)

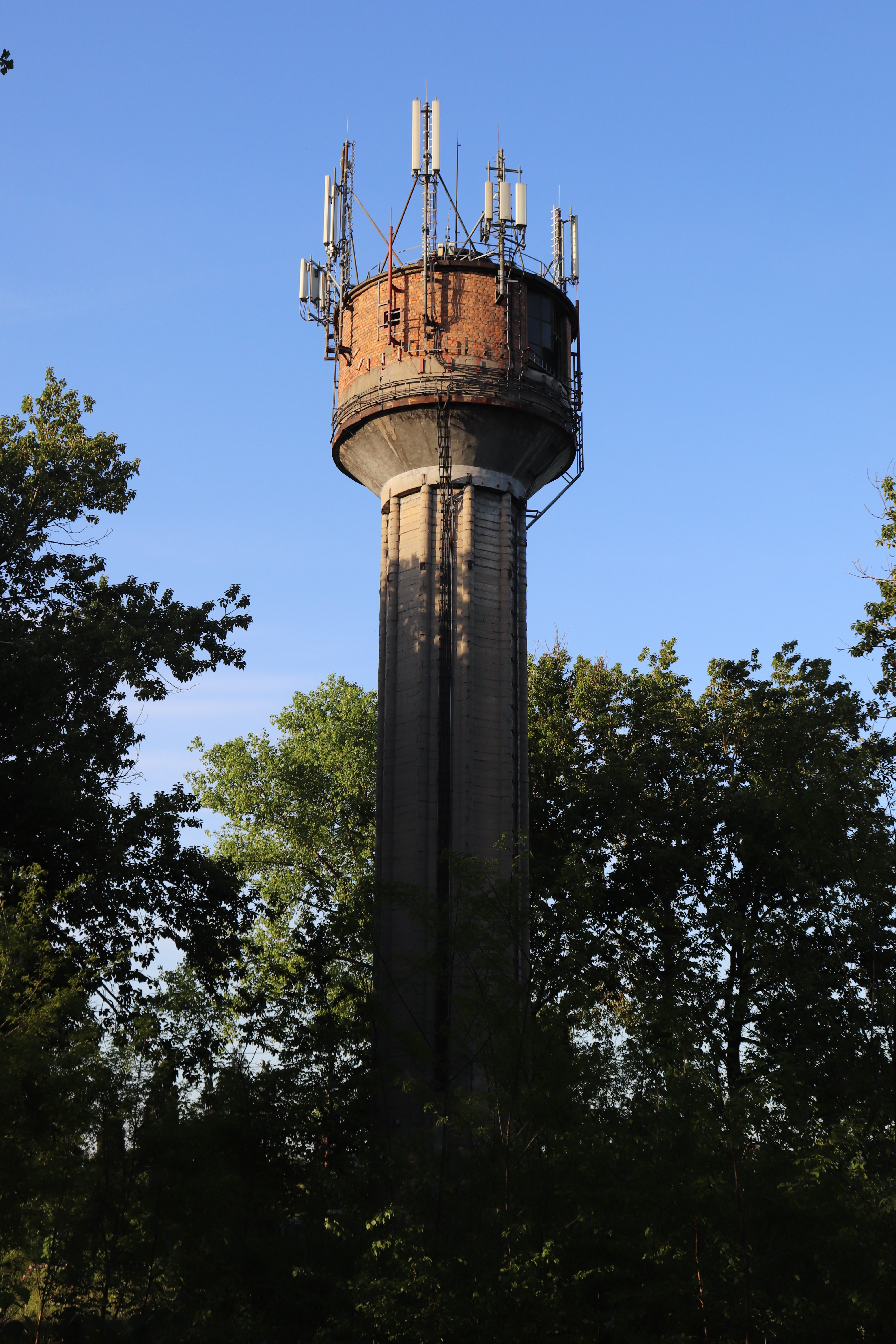
Jednym z charakterystycznych obiektów na terenie huty jest rzucająca się z daleka w oczy ocalała wieża ciśnień Huty Jedność na której zamontowane są stacje bazowe (BTS) telefonii komórkowej

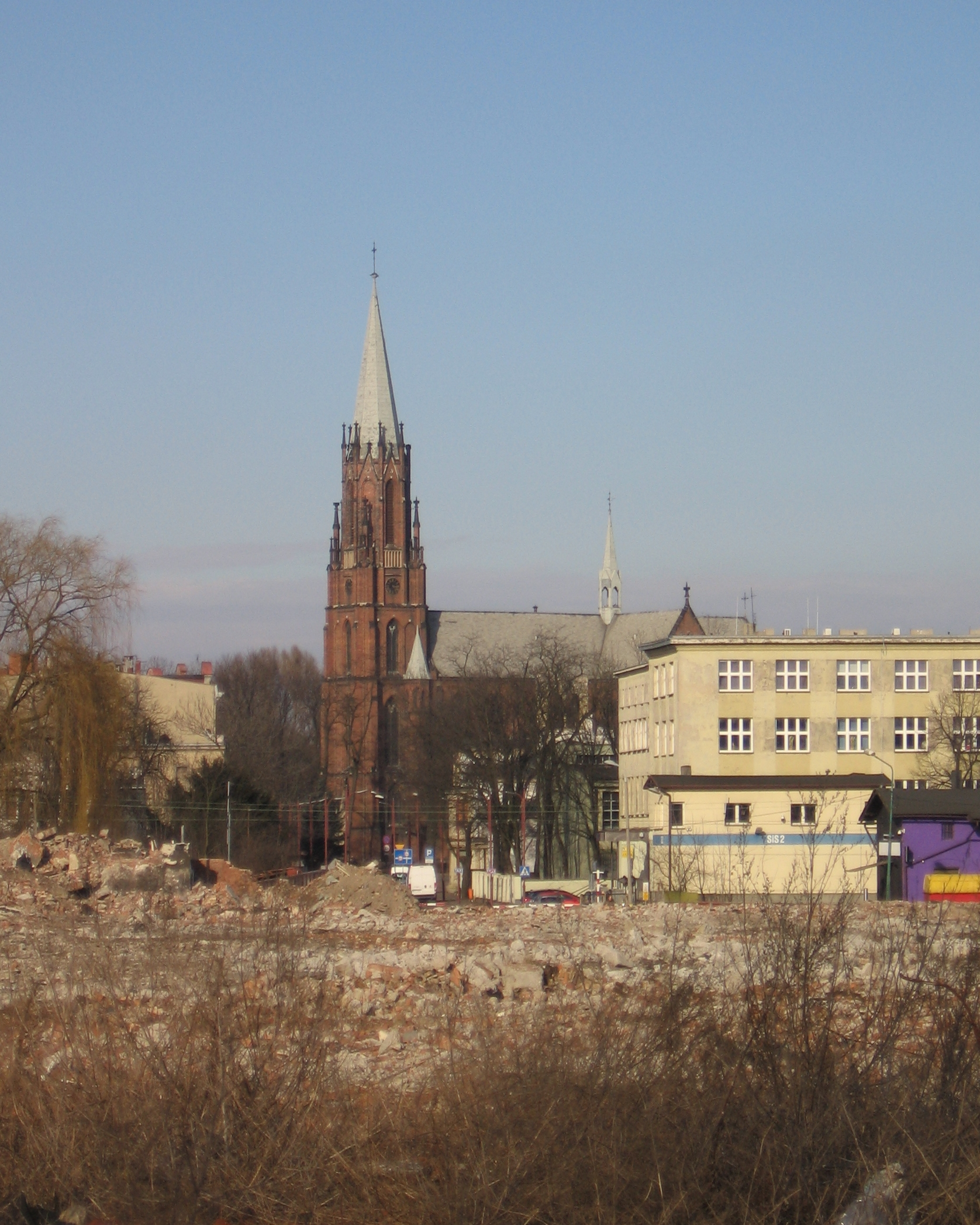
Na pierwszym planie gruz i pozostałości po wyburzeniu Huty Jedność, w głębi kościół Krzyża Świętego w Siemianowicach Śląskich, z prawej nastawnia wykonawcza Sis2 stacji kolejowej Siemianowice Śląskie na linii kolejowej nr 161, budynek przy ul. Fitznerów 1 oraz budynek przy ul. Głowackiego 3a (fioletowy)

W 1836 r. decyzję o budowie huty podjęli hrabia Hugo I Henckel von Donnersmarck i berliński Dom Bankowy braci Oppenfeldów. Tego samego roku położono kamień węgielny pod budowę zakładu hutniczego. Nowej hucie nadano niem. nazwę Laurahütte (do 1922 i w 1939–1945). W latach 1922–1939 i 1945–1948 zakład miał pol. nazwę Huta Laura, którą zmieniono na Huta Jedność. Według projektu miała być to huta surowcowa z dwoma wielkimi piecami z wydziałem pieców pudlarskich, walcownią i z wydziałami pomocniczymi. Pierwszy spust surówki z wielkiego pieca nastąpił 17 lutego 1839. Gdy w 1842 r. zatonął statek z ładunkiem angielskich szyn na budowę linii kolejowej Wrocław Górnośląski-Mysłowice, Towarzystwo Kolei Górnośląskiej zamówiło szyny interwencyjnie w wówczas nieznanej jeszcze na rynku hucie „Laura”. Ich jakość rozsławiła firmę w Europie i szereg pierwszych kolei europejskich budowanych w tym okresie zamawiało odtąd tutaj szyny i akcesoria torowe (m.in. Kolej Wilhelma, Kolej Dolnośląsko-Marchijska).
Huta w swej historii produkowała szeroką gamę wyrobów takich jak: surówka, stal pudlarska, stal martenowska, pręty różnych kształtów, bednarka, kątowniki, szyny kolejowe, blacha gruba, blacha cienka, beczki, wiadra, rynny potrzasalne, rury zgrzewane ogniowo na zakładką i na styk, rury bez szwu.

### Okres powojenny
Po 1945 r. zrezygnowano z produkcji surowcowej i huta zaczęła się specjalizować w produkcji rur stalowych bez szwu, produkowanych w szerokim asortymencie do czasów obecnych.
Zarządzeniem Ministra Przemysłu Ciężkiego z dnia 22 maja 1950 r. utworzono przedsiębiorstwo państwowe "Huta Jedność".

### Prywatyzacja
Rozporządzeniem ministra gospodarki z dnia 7 maja 1999 r. Huta Jedność przeznaczona została do restrukturyzacji zatrudnienia, a dotacja była współfinansowana ze środków publicznych.
Na początku XXI wieku czarną kartą w historii Siemianowic Śląskich zapisały się niespełnione obietnice rządu premiera Leszka Millera o wdrożenie programu restrukturyzacji, doprowadzając najpierw do manifestacji pracowniczych (pracownikom miesiącami nie wypłacano pensji), aż w końcu do masowych zwolnień i bankructwa Huty Jedność przekształconej w jednoosobową spółkę Skarbu Państwa, który nie zapewnił środków na ukończenie zaawansowanej już inwestycji w nową walcownię. 
Produkcja huty ustała całkowicie w 2003 roku, a zakład postawiono w stan likwidacji. W zakładzie zatrudnionych było około 1500 osób. Likwidacja huty wywołała społeczny sprzeciw mieszkańców miasta, 
protesty byłych hutników, a także strajki i demonstracje przed siedzibą dyrekcji huty, siemianowickim magistratem, a także Urzędem Wojewódzkim w Katowicach. 3 czerwca 2015 blisko 16-hektarowy teren po hucie nabyła na licytacji spółka Nexus Group Sp. z o.o. za 2,75 mln zł.
Większość zabudowań dawnej huty została wyburzona, pozostawiono zakładową wieżę ciśnień, rozdzielnię i jedną halę. Pozostałe obiekty padły łupem złomiarzy. 
W 2017 roku teren po dawnej hutcie Jedność sprawiał wrażenie jednego, wielkiego pobojowiska, a spółka Nexus Group nie chciała ujawnić swoich planów na zagospodarowanie terenu, niedługo później grunty trafiły w ręce nowego właściciela - firmy ECDDP Investment Sp. z o.o. z siedzibą w Warszawie.
Firma ECDDP zdradziła, że na terenie po hucie planuje budowę nowoczesnego osiedla mieszkaniowego, a także galerii handlowej, jednak na przeszkodzie stanął miejscowy plan zagospodarowania przestrzennego.
W 2022 roku Acteeum Central Europe zapowiedziało budowę nowoczesnego centrum handlowego.

## Historia najnowsza
W 2022 roku, prezydent miasta Siemianowic Śląskich Rafał Piech, podpisał list intencyjny z giełdową spółką Cognor w sprawie budowy nowego zakładu walcowniczego. 
17 sierpnia 2023 wmurowano kamień węgielny pod nową walcownię w Siemianowicach Śląskich.

## Wydziały
- Wydział Stalowni z Oddziałem Ciągłego Odlewania Stali (produkował półwyroby w postaci kęsisk kwadratowych i okrągłych dla potrzeb walcowni)
- Wydział Walcowni Rur Mannesmann z Oddziałem Rur Wiertniczych (produkował rury stalowe bez szwu walcowane na gorąco, o średnicach od 63,5 do 139,7 mm)
- Wydział Walcowni Rur Innocenti (produkował rury stalowe bez szwu o średnicach od 26,9 do 88,9 mm)[17]
- Wydział Ciągarni Rur (produkował rury stalowe bez szwu ciągnione na zimno o średnicach od 6,0 do 110 mm)